# 六道湾街道
六道湾街道，是中华人民共和国新疆维吾尔自治区乌鲁木齐市水磨沟区下辖的一个乡镇级行政单位。

## 行政区划
六道湾街道下辖以下地区：
五星北路社区、西虹东路社区、德裕社区、南湖花苑社区、克拉玛依东路社区居委、斜井西社区、北山坡社区、双拥社区和六道湾社区。